# فالفتيثوري
فالفتيثوري (بالإنجليزية: Valvettithurai)‏ هي منطقة سكنية تقع في سريلانكا في مديرية جافنا ‏. يقدر عدد سكانها بـ 18,000 نسمة ومساحتها 4.85 كم2 .

## المناخ
يظهر الجدول التالي التغييرات المناخية على مدار السنة لفالفتيثوري:
| البيانات المناخية لـفالفتيثوري | البيانات المناخية لـفالفتيثوري | البيانات المناخية لـفالفتيثوري | البيانات المناخية لـفالفتيثوري | البيانات المناخية لـفالفتيثوري | البيانات المناخية لـفالفتيثوري | البيانات المناخية لـفالفتيثوري | البيانات المناخية لـفالفتيثوري | البيانات المناخية لـفالفتيثوري | البيانات المناخية لـفالفتيثوري | البيانات المناخية لـفالفتيثوري | البيانات المناخية لـفالفتيثوري | البيانات المناخية لـفالفتيثوري | البيانات المناخية لـفالفتيثوري |
| الشهر                          | يناير                          | فبراير                         | مارس                           | أبريل                          | مايو                           | يونيو                          | يوليو                          | أغسطس                          | سبتمبر                         | أكتوبر                         | نوفمبر                         | ديسمبر                         | المعدل السنوي                  |
| ------------------------------ | ------------------------------ | ------------------------------ | ------------------------------ | ------------------------------ | ------------------------------ | ------------------------------ | ------------------------------ | ------------------------------ | ------------------------------ | ------------------------------ | ------------------------------ | ------------------------------ | ------------------------------ |
| المتوسط اليومي °م (°ف)         | 25 (77)                        | 26 (79)                        | 28 (82)                        | 29 (84)                        | 29 (84)                        | 28 (82)                        | 28 (82)                        | 28 (82)                        | 28 (82)                        | 27 (81)                        | 25 (77)                        | 24 (75)                        | 27 (81)                        |
| الهطول مم (إنش)                | 70 (2.8)                       | 30 (1.2)                       | 20 (0.8)                       | 50 (2.0)                       | 40 (1.6)                       | 10 (0.4)                       | 20 (0.8)                       | 30 (1.2)                       | 60 (2.4)                       | 230 (9.1)                      | 380 (15.0)                     | 260 (10.2)                     | 1٬270 (50.0)                   |
| المصدر: Weatherbase            |                                |                                |                                |                                |                                |                                |                                |                                |                                |                                |                                |                                |                                |

## أعلام
- فيلوبيلاي برابهاكاران